# Веснянковые
Веснянковые (лат. Perlodidae) — семейство насекомых из отряда веснянок. Описано более 300 видов.

## Описание
В длину эти веснянки могут быть от 8 до 50 мм. Тело у большинства тёмное, с чётким жёлтым рисунком на голове и переднеспинке. Переднеспинка с параллельными боковыми сторонами или даже немного сужена по направлению вперёд. Задние крылья с большим анальным полем и с 4—10 анальными жилками или их ветвями.

## Систематика
В мировой фауне 311 видов из 51 рода.
- подсемейство: Isoperlinae  Frison 1942
  - род: Calliperla Banks, 1948
  - род: Cascadoperla Szczytko & Stewart, 1979
  - род: Clioperla Needham & Claassen, 1925
  - род: Cosumnoperla Szczytko & Bottorff, 1987
  - род: Isoperla Banks, 1906
  - род: Kaszabia Raušer, 1968
  - род: Mesoperlina Klapálek, 1921
- подсемейство: Perlodinae  Klapálek 1909
  - триба: Arcynopterygini
    - род: Arcynopteryx Klapálek, 1904
    - род: Frisonia Ricker, 1943
    - род: Megarcys Klapálek, 1912
    - род: Neofilchneria Zwick, 1973
    - род: Oroperla Needham, 1933
    - род: Perlinodes Needham & Claassen, 1925
    - род: Pseudomegarcys Kohno, 1946
    - род: Salmoperla Baumann & Lauck, 1987
    - род: Setvena Ricker, 1952
    - род: Skwala Ricker, 1943
    - род: Sopkalia Ricker, 1952

  - триба: Diploperlini  Stark & Szczytko 1984
    - род: Afroperlodes Miron & Zwick, 1973
    - род: Baumannella Stark & Stewart, 1985
    - род: Bulgaroperla Raušer, 1966
    - род: Cultus Ricker, 1952
    - род: Diploperla Needham & Claassen, 1925
    - род: Hemimelaena Klapálek, 1907
    - род: Kogotus Ricker, 1952
    - род: Osobenus Ricker, 1952
    - род: Ostrovus Ricker, 1952
    - род: Pictetiella Illies, 1966
    - род: Remenus Ricker, 1952
    - род: Rickera Jewett, 1954
    - род: Stavsolus Ricker, 1952

  - триба: Perlodini  Klapálek 1909
    - род: Aubertiana Zhiltzova, 1994
    - род: Besdolus Ricker, 1952
    - род: Chernokrilus Ricker, 1952
    - род: Dictyogenus Klapálek, 1904
    - род: Diura Billberg, 1820
    - род: Filchneria Klapálek, 1908
    - род: Hedinia Navás, 1936
    - род: Helopicus Ricker, 1952
    - род: Hydroperla Frison, 1935
    - род: Isogenoides Klapálek, 1912
    - род: Isogenus Newman, 1833
    - род: Levanidovia Teslenko & Zhiltzova, 1989
    - род: Malirekus Ricker, 1952
    - род: Oconoperla Stark & Stewart, 1982
    - род: Perlodes Banks, 1903
    - род: Perlodinella Klapálek, 1912
    - род: Protarcys Klapálek, 1912
    - род: Susulus Bottorff, Stewart & Knight, 1989
    - род: Tadamus Ricker, 1952
    - род: Yugus Ricker, 1952
- Incertae sedis
  - род: Guadalgenus Stark, Gozalez del Tanago & Szczytko, 1986
  - род: Rauserodes Zwick, 1999
  - род: †Derancheperla Sinitshenkova, 1990
  - род: †Isoperlodes Sinitshenkova, 1992